# I Can See Clearly Now
I Can See Clearly Now (également connue sous les titres Éternité ou Toi et le Soleil pour les versions françaises) est une chanson de Johnny Nash sortie en 1972.

## Histoire de la chanson
I Can See Clearly Now est une chanson créée par Johnny Nash et sortie en 1972. C'est un succès aux Etats-Unis : après un démarrage progressif, elle atteint le sommet du palmarès pop en octobre 1972 et y reste quatre semaines, puis elle passe plus de trois mois dans le Top 40. Elle devient ensuite un succès international.
La chanson raconte comment surmonter les moments difficiles, sur un groove reggae-pop, et devient célèbre pour l'exclamation du chanteur, à la façon d'un gospel, au milieu de la chanson : « Regardez droit devant vous, rien que du ciel bleu ! ». Pour le critique rock Robert Christgau, c'est tout simplement « 2 minutes et 48 secondes d'inspiration non diluée ».
La chanson a été reprise par de nombreux artistes, dont en 1977 une version française intitulée Toi et le Soleil chantée par Claude François, sur des paroles créées par Eddy Marnay. Ray Charles en fait également une reprise en 1979.
Une reprise très connue est celle effectuée par Jimmy Cliff en 1992, appuyée commercialement par son intégration à la bande-son du film à succès Rasta Rockett, sorti en 1993. Le titre se vend à 125 000 exemplaires en France.

## Principales reprises (non exhaustif)
Cette chanson a été reprise notamment par de nombreux artistes parmi lesquels :
- Gladys Knight  & the Pips sur l'album Imagination (octobre 1973)
- Liza Minnelli sur l'album Live at the Winter Garden (1974) ainsi qu'en concert et sur l'album At Carnegie hall (1987)
- Horace Andy sur l'album Best of Horace Andy (1974)
- Claude François sur l'album Je vais à Rio (1977).
- Hothouse Flowers sur l'album Home (en) (1990)
- Bonnie Nelson sur l'album "Good Nights Make Good Mornings" (1977)
- Jimmy Cliff sur l'album Breakout (1992) et le film Rasta Rockett  (1993)
- Screeching Weasel sur l'albums My Brain Hurts (1991)
- Ray Charles sur l'album pirate Live at the KLRU Studios, Austen, Texas, 10.23.1979 (1979).
- Les chanteuses et chanteurs de Belles belles belles sur scène et sur l'album tiré de la comédie musicale (2003)
- Elsa sous le titre Éternité adapté en français par Étienne Daho en (2005)
- Holly Cole sur l'album Too Darn Hot en (2007)
- Neil Finn pour le film d'animation Fourmiz en (1998)
- Lucky Peterson sur l'album Son of a Bluesman (2014)
- Magic System sous le titre Toi et le Soleil sur l'album Les stars font leur cinéma (2015)
- M. Pokora sur l'album My Way (2016)
- Grace VanderWaal, réarrangée et réécrite sous le titre Clearly, présent dans le film d'animation Nouvelle Génération (2018)
- Nancy Sinatra sur l'album shifting Gears (2013)